# Tok pisin
Tok pisin (pisin, pidžin, pidgin, neomelanezijski, novogvinejski pidžin engleski, melanezijski engleski; ISO 639-3: tpi), kreolski jezik na Papui Novoj Gvineji kojim govori 121 000 ljudi (2003 SIL).
Ime mu dolazi od engleskog talk (od čega je nastalo tok) i pidgin (u njihovom izgovoru pisin). Tok pisin ima 50 000 monolingualnih govornika. Postoje razlike u gorskom, nizinskom i otočnom dijalektu, među kojima je gorski bio pod najvećim utjecajem engleskog. 
Tok pisin je i službeni i prvi jezik u mješovitim urbanim područjima kojim se sporazumijevaju govornici različitih jezika. Najčešće se rabi i u parlamentu i u trgovini, kao i u školama, crkvi, novinama, radio-programu, itd.

## Vanjske poveznice
- Ethnologue (14th)
- Ethnologue (15th)